# Delfo Zorzi
Delfo Zorzi, dit Roi Hagen (波元路伊 en japonais) et né le 3 juillet 1947 à Arzignano, est un entrepreneur, militant politique néofasciste et terroriste italien naturalisé japonais.

## Biographie
Soupçonné d’être mêlé à l’attentat de la piazza Fontana, qui fit 16 morts en décembre 1969 à Milan, il s'exile au Japon où il fera carrière dans l’industrie de la mode.
En octobre 2021, son nom est cité dans les Pandora Papers. Accusé de fraude fiscale à hauteur de 75 millions d’euros aux services fiscaux, il s'est offert une luxueuse demeure en utilisant les services d’une société écran.